# 2725 Девід Бендер
2725 Девід Бендер (2725 David Bender) — астероїд головного поясу, відкритий 7 листопада 1978 року.
Тіссеранів параметр щодо Юпітера — 3,169.